# Avatar – Der Herr der Elemente/Episodenliste
Diese Episodenliste enthält alle Episoden der US-amerikanischen Fantasy-Zeichentrickserie Avatar – Der Herr der Elemente, sortiert nach der US-amerikanischen Erstausstrahlung. Zwischen 2005 und 2008 entstanden in drei Staffeln, hier als Bücher genannt, insgesamt 61 Episoden mit einer Länge von jeweils etwa 23 Minuten. Zudem wurden zwei Zusammenfassungen und drei Super-Deformed-Kurzfilme produziert.

## Übersicht
| Staffel | Staffel        | Episodenanzahl | Erstveröffentlichung USA | Erstveröffentlichung USA | Deutschsprachige Erstveröffentlichung | Deutschsprachige Erstveröffentlichung |
| Staffel | Staffel        | Episodenanzahl | Premiere                 | Finale                   | Premiere                              | Finale                                |
| ------- | -------------- | -------------- | ------------------------ | ------------------------ | ------------------------------------- | ------------------------------------- |
| 1       | Wasser (Water) | 20             | 21. Februar 2005         | 2. Dezember 2005         | 8. Januar 2006                        | 29. Oktober 2006                      |
| 2       | Erde (Earth)   | 20             | 17. März 2006            | 1. Dezember 2006         | 5. März 2007                          | 18. September 2007                    |
| 3       | Feuer (Fire)   | 21             | 21. September 2007       | 19. Juli 2008            | 12. April 2008                        | 18. November 2008                     |
| SD      | Kurzfilme      | 3              | 17. Februar 2007         | 11. September 2007       | 12. November 2009                     | 12. November 2009                     |

## Buch 1: Wasser
Ab Januar 2002 begannen Michael Dante DiMartino und Bryan Konietzko, die Serie zu entwerfen. Anfang 2003 bekamen sie von Nickelodeon das Startsignal für die Produktion eines Serienpiloten. Der Pilot wurde bei Tin House, Inc. in Südkorea animiert und im Februar 2004 fertiggestellt. Veröffentlicht wurde der Pilot erstmals auf dem US-DVD-Set von Buch eins, allerdings nur mit einem Audiokommentar der nicht entfernbar war. Knapp vier Jahre später tauchte der Pilot ohne Audiokommentar im iTunes Store auf. Eine Fernsehausstrahlung fand nie statt.
Der Pilot ist nicht Teil der Serie, enthält aber viele Ideen die später in der Serie anders verwirklicht oder geändert wurden. Zum Beispiel: Katara hieß hier noch Kya; die Kinder treffen auf dem Weg die Seeschlange; eine Statue einer Löwenschildkröte sowie der männliche Prototyp von Toph sind im Intro zu sehen. Zudem ist hier Mitchel Musso als Aang zu hören, der für die Serie durch Zach Tyler Eisen ersetzt wurde. Der Rest der Besetzung wurde für die Serie beibehalten.
| Nr. | Titel | Erstveröffentlichung USA                                               | Regie                                     | Drehbuch                                                                       |
| --- | ----- | ---------------------------------------------------------------------- | ----------------------------------------- | ------------------------------------------------------------------------------ |
| 0   | Pilot | 19. Sep. 2006 (mit Audiokommentar) 14. Juni 2010 (ohne Audiokommentar) | Michael Dante DiMartino & Bryan Konietzko | Michael Dante DiMartino & Bryan Konietzko erg.: Scott Sonneborn & Sib Ventress |

Am 18. November 2005 wurde eine etwa 12-minütige Zusammenfassung namens The Legend So Far in den USA ausgestrahlt, darunter etwa eine Minute an Vorschauclips der letzten drei Episoden dieser Staffel. Die Geschichte der 17 bereits ausgestrahlten Episoden wurde von Avatar Roku (im Original: James Garrett) nacherzählt. Die Zusammenfassung ist auch bekannt als Jump on to 18 und wurde unter dem Titel am 15. Oktober 2006 auf Deutsch erstausgestrahlt. Als Erzähler ist Horst Lampe zu hören, der deutsche Sprecher von Avatar Roku. 2010 erschien die Zusammenfassung auf einer Video-CD auf Deutsch. Der deutsche Titel lautet Die Legende des Avatar.
| Nr. (ges.) | Nr. (St.) | Deutscher Titel                                | Originaltitel                              | Erstausstrahlung USA | Deutschsprachige Erstausstrahlung (D) | Regie            | Drehbuch                                                                                      |
| --- | --------- | ---------------------------------------------- | ------------------------------------------ | -------------------- | ------------------------------------- | ---------------- | --------------------------------------------------------------------------------------------- |
| 1 | 1         | Der Junge im Eisberg                           | The Boy in the Iceberg a                   | 21. Feb. 2005        | 8. Jan. 2006                          | Dave Filoni      | Michael Dante DiMartino & Bryan Konietzko erg.: Aaron Ehasz, Peter Goldfinger & Josh Stolberg |
| Sokka und Katara vom Südlichen Wasserstamm entdecken beim Fischen im Winter den Luftbändiger Aang und seinen fliegenden Bison Appa in Eis eingefroren. Katara befreit sie und sie nehmen die beiden mit zu ihrem Dorf. Aang erfährt, dass Katara eine Wasserbändigerin ist, die keinen Lehrmeister hat. Er bietet ihr an, sie zum Wasserstamm am Nordpol zu fliegen, wo sie Unterricht nehmen könne. Sie lehnt jedoch ab. Die beiden fahren dann Pinguinschlitten. Nach der Fahrt gelangen sie zu einem alten, verlassenen Marineschiff der Feuernation. Im Schiff erzählt Katara von dem Krieg, der vor etwa 100 Jahren begann. So lang schätzt sie, war er eingefroren, da er vom Krieg nichts wisse. Im Schiff aktivieren sie eine Falle, die eine Leuchtrakete in den Himmel abfeuert. Sie fliehen sofort durch das Dach. Prinz Zuko von der Feuernation ist in der Nähe und sieht das Signal. Er erkennt wie der Luftbändiger in Richtung des Dorfes rennt und vermutet, den Avatar gefunden zu haben. |           |                                                |                                            |                      |                                       |                  |                                                                                               |
| 2 | 2         | Der Avatar kehrt zurück                        | The Avatar Returns a                       | 21. Feb. 2005        | 8. Jan. 2006                          | Dave Filoni      | Michael Dante DiMartino & Bryan Konietzko erg.: Aaron Ehasz, Peter Goldfinger & Josh Stolberg |
| Aang und Katara kehren ins Dorf zurück. Er übernimmt die Verantwortung, Katara überredet zu haben das Schiff verbotenerweise zu betreten und die Falle ausgelöst zu haben. Sokka, der ihm nicht vertraut, verbannt ihn daraufhin. Als Zuko das Dorf nach dem Avatar absuchen will, stellt sich Sokka ihm in den Weg, wird aber leicht besiegt. Aang kehrt zurück und verteidigt das Dorf, ehe er mit Zuko mitgeht, der im Austausch das Dorf in Frieden lässt. Katara und Sokka planen, Aang zu retten, und treffen auf Appa, auf dem sie fliegen. Auf Zukos Schiff widersetzt sich Aang der Gefangennahme und befreit sich. Er bändigt im Avatar-Zustand das Wasser und stößt die Schiffsbesatzung über Bord. Katara und Sokka nehmen Aang auf Appa mit und planen, zum Nordpol zu fliegen, mit ein paar Zwischenstopps. |           |                                                |                                            |                      |                                       |                  |                                                                                               |
| 3 | 3         | Der Südliche Lufttempel                        | The Southern Air Temple                    | 25. Feb. 2005        | 15. Jan. 2006                         | Lauren MacMullan | Michael Dante DiMartino                                                                       |
| Die Kinder erreichen den Südlichen Lufttempel – Aangs früheres Zuhause. Katara und Sokka verschweigen ihm vorerst, dass die Luftnomaden von der Feuernation getötet wurden. Im menschenverlassenen Tempel finden sie Statuen der früheren Avatar-Reinkarnationen und begegnen einem (geflügelten) Lemuren. Aang will ihn als Haustier und stößt bei der Jagd nach ihm auf den Leichnam seines Freundes und ehemaligen Meisters Mönch Gyatso. Bei diesem Anblick erweckt er seinen Avatar-Geist, aber kann sich wieder beruhigen. Er weiß nun vom Völkermord, und dass er der letzte Luftbändiger ist. Er heißt den Lemuren, den er Momo tauft, in seiner Familie willkommen. Währenddessen lässt Zuko sein Schiff am Hafen von Commander Zhao von der Feuermarine reparieren. Dieser findet heraus, dass Zuko den Avatar gefangen hatte. Nach einem Wortgefecht fordert Zuko ein Agni Kai, ein Feuerbändiger-Duell. Zuko geht dabei als Sieger hervor. |           |                                                |                                            |                      |                                       |                  |                                                                                               |
| 4 | 4         | Die Kriegerinnen von Kyoschi b                 | The Warriors of Kyoshi                     | 4. März 2005         | 22. Jan. 2006                         | Giancarlo Volpe  | Nick Malis                                                                                    |
| Aang will im Meer der Kyoshi-Insel auf Elefantenkois reiten, doch er und seine Freunde werden von den Kyoshi-Kriegerinnen gefangen genommen und zuerst für Spione der Feuernation gehalten. Aang offenbart sich als der Avatar, der Reinkarnation von Avatar Kyoshi, nach der die Insel benannt wurde. Die Bewohner feiern seine Ankunft. Sokka nimmt unterdessen Kampfunterricht bei der Kyoshi-Kriegerin Suki und macht schnell Fortschritte. Dass der Avatar auf der Insel ist, verbreitet sich im Erdkönigreich und Zuko erfährt dadurch dessen Aufenthaltsort. Er greift mit seiner Crew das Dorf an. Aang kann ihn besiegen und den Brand, den die Feuerbändiger auslösten, löschen. Katara rät, zu fliehen, was sie auch tun. |           |                                                |                                            |                      |                                       |                  |                                                                                               |
| 5 | 5         | Der König von Omaschu c                        | The King of Omashu                         | 18. März 2005        | 29. Jan. 2006                         | Anthony Lioi     | John O’Bryan                                                                                  |
| Aang und seine Freunde erreichen die Erdkönigreich-Stadt Omashu. Dort missbrauchen sie das Postsystem als Rutschbahn und werden von Soldaten festgenommen. Der König von Omashu nimmt Katara und Sokka in wachsendem Kristall gefangen und lässt sie erst frei, wenn Aang drei Prüfungen besteht. Er meistert sie alle, doch der König will als letztes noch wissen, ob Aang seinen Namen erraten kann. Aang erkennt den König als seinen alten Freund Bumi wieder, der mit ihm vor 100 Jahren in Omashu rutschen war. Bumi befreit Aangs Freunde vom ungefährlichen Kristall und erzählt dem Avatar von der Wichtigkeit, dass er Feuerlord Ozai besiegen und den Krieg beenden muss. Die beiden rutschen noch ein letztes Mal im Postsystem der Stadt. |           |                                                |                                            |                      |                                       |                  |                                                                                               |
| 6 | 6         | In Gefangenschaft!                             | Imprisoned                                 | 25. März 2005        | 5. Feb. 2006                          | Dave Filoni      | Matthew Hubbard                                                                               |
| In einem von der Feuernation eroberten Gebiet im Erdkönigreich treffen Aang und seine Freunde auf Haru, einen Erdbändiger. Das Erdbändigen wurde von der Feuernation jedoch verboten und Haru wird dabei ertappt. Man bringt ihn auf eine Eisenplattform im Meer. Katara will ihn retten und lässt sich mit einem Trick für dieselbe Tat verhaften. Sie versucht einen Aufstand aus dem Inneren der Plattform zu starten. Mit Sokkas und Aangs Hilfe bringt sie den Gefangenen aus dem Plattforminneren Kohle zum Erdbändigen, was die Insassen schließlich verwenden und dadurch ihren Weg in die Freiheit erkämpfen. Haru und sein Vater Tyro, der schon länger auf der Plattform gefangen war, bedanken sich bei Katara. Da bemerkt Katara, dass sie die Halskette ihrer Mutter auf der Plattform verloren hat. Zuko trifft auf der Plattform ein und nimmt die Kette an sich. |           |                                                |                                            |                      |                                       |                  |                                                                                               |
| 7 | 7         | Die Geister-Welt (Wintersonnenwende, Teil 1) d | The Spirit World (Winter Solstice, Part 1) | 8. Apr. 2005         | 12. Feb. 2006                         | Lauren MacMullan | Aaron Ehasz                                                                                   |
| Aang trifft in einem von der Feuernation niedergebrannten Wald einen alten Mann, der um seine Hilfe bittet. Dessen Dorf wird seit ein paar Tagen vom Geist Hei Bai terrorisiert. Der Geist kann aufgrund der nahenden Wintersonnenwende nachts in die physische Welt und entführt jedes Mal eine Person. Diese Nacht wird Sokka vom Geist entführt, weil er sich diesem in den Weg stellte. Aang versucht, ihn zu retten, findet sich aber unabsichtlich in seiner Geister-Form wieder. Avatar Rokus Begleittier, ein Drache, nimmt Aang und fliegt ihn auf eine sichelförmige Insel, wo er am Tag der Wintersonnenwende, morgen, mit Roku reden soll. Zurück in seiner physischen Form, schafft er es in der nächsten Nacht Hei Bai zu besänftigen, der die Menschen aus der Geisterwelt freilässt. Zuko folgt dem Avatar gefährlich nahe, als sein Onkel, Iroh, unerwartet von Erdbändigern festgenommen wird und in Ba Sing Se vors Gericht soll. Zuko kann seinen Onkel aufspüren und befreien. |           |                                                |                                            |                      |                                       |                  |                                                                                               |
| 8 | 8         | Avatar Roku (Wintersonnenwende, Teil 2) e      | Avatar Roku (Winter Solstice, Part 2)      | 15. Apr. 2005        | 19. Feb. 2006                         | Giancarlo Volpe  | Michael Dante DiMartino                                                                       |
| Die Kinder fliegen sofort zum Tempel des Avatars auf der sichelförmigen Insel der Feuernation. Zuko erfährt davon und verfolgt sie. Im Tempel wird die Avatar-Truppe von den fünf Feuerweisen verfolgt. Ein Feuerweise unter ihnen, Shyu, erweist sich als Verbündeter und hilft Aang zum Heiligtum zu gelangen, wo er mit Avatar Roku sprechen kann. Zuko trifft ein und nimmt Aangs Freunde gefangen. Aang kann sich befreien und gelangt ins Heiligtum. Roku erklärt Aang, dass zum Sommerende Zosins Komet die Erde passieren werde, der die Feuerbändigerkräfte um ein Vielfaches verstärkt. Feuerlord Ozai wird dies nutzen, um den Krieg zu gewinnen. Aang muss in wenigen Monaten das Wasser-, Erd- und Feuerbändigen meistern und Ozai stoppen. Währenddessen erscheint Zhao im Tempel und verhaftet alle anderen. Roku hilft Aang und seinen Freunden, in der verbleibenden Zeit der Sonnenwende, zu entkommen. Zuko schafft es auch, zu entkommen. Zhao schafft es nur, die Feuerweisen zu verhaften. |           |                                                |                                            |                      |                                       |                  |                                                                                               |
| 9 | 9         | Die Schriftrolle                               | The Waterbending Scroll                    | 29. Apr. 2005        | 26. Feb. 2006                         | Anthony Lioi     | John O’Bryan                                                                                  |
| An einem Hafen werden die drei Kinder auf ein Schiff mit kuriosen Verkaufsartikel eingeladen. Katara entdeckt eine wertvolle Schriftrolle mit Anleitungen zu Wasserbändigungsformen, die sie und Aang gebrauchen könnten. Sokka findet heraus, dass die Verkäufer Piraten sind. Die Kinder verlassen das Schiff. Kaum draußen, werden sie von den Piraten verfolgt, die sie jedoch abhängen können. Zurück an ihrem Schlafplatz zeigt Katara, dass sie die Schriftrolle gestohlen hat, da sie vermutet, die Rolle wurde vom Nördlichen Wasserstamm gestohlen. Zuko trifft am Hafen ein und hört, dass den Piraten Katara entwischte. Zuko verbündet sich mit ihnen und sie suchen nun nach der Rolle und dem Avatar. Die Piraten nehmen Aang gefangen und Zuko Katara mit der Rolle. Der Austausch klappt nicht, da Sokka den Piraten erklärt, dass der Avatar wertvoller als die Rolle sei. Zuko und seine Soldaten greifen die Piraten an. Den Kindern gelingt in dem Kampf die Flucht und sie fliegen mitsamt der Rolle davon. |           |                                                |                                            |                      |                                       |                  |                                                                                               |
| 10 | 10        | Jet, der Rebell                                | Jet                                        | 6. Mai 2005          | 5. März 2006                          | Dave Filoni      | James Eagan                                                                                   |
| In einem Wald treffen Aang und seine Begleiter auf Feuernation-Soldaten. Gleich darauf greifen aus den Bäumen mehrere Personen die Soldaten an und besiegen sie. Der Anführer der sogenannten Freiheitskämpfer, Jet, stellt sich und seine Mitstreiter vor: Sneers, Smellerbee, Longshot, Duke, Pipsqueak und andere. In ihrem Baumhaus-Versteck bittet Jet um die Hilfe von Aang und seinen Freunden im Kampf gegen die Feuernation. Sokka hilft Jet, den Wald zu erkunden, doch dabei greift Jet einen alten Mann der Feuernation an. Im Versteck behauptet Jet, dass dieser ein Auftragsmörder gewesen sei, was Sokka misstrauisch macht. Katara und Aang helfen, den Stausee durch Wasserbändigen von Geysiren zu füllen. Als sie fertig sind, erkennen sie am Damm, dass Jet diesen sprengen und das Dorf überfluten will. Sie wollen seinen Plan verhindern, doch der Damm wird zerstört. Sokka taucht auf und erzählt, er habe die Stadtbewohner rechtzeitig gewarnt und evakuiert, und fliegt mit den anderen weiter. |           |                                                |                                            |                      |                                       |                  |                                                                                               |
| 11 | 11        | Grabenkämpfe                                   | The Great Divide                           | 20. Mai 2005         | 12. März 2006                         | Giancarlo Volpe  | John O’Bryan                                                                                  |
| Aang entschließt sich, die zwei verfeindeten Stämme Gan Jin und Zhang, die auf der Flucht vor der Feuernation sind, durch einen großen Graben im Erdkönigreich zu führen, damit diese weiter zur Hauptstadt Ba Sing Se reisen können. Nach einigen Zwischenfällen gelangen sie schließlich sicher an das andere Ende des Canyons, wo Aang die ein Jahrhundert lang dauernde Feindschaft zwischen den Stämmen mit einer erfundenen Geschichte beenden kann. |           |                                                |                                            |                      |                                       |                  |                                                                                               |
| 12 | 12        | Der Sturm                                      | The Storm                                  | 3. Juni 2005         | 19. März 2006                         | Lauren MacMullan | Aaron Ehasz                                                                                   |
| Aang erzählt Katara die Geschichte wie er die Luftnomaden verließ: Er erfährt mit 12 Jahren statt mit 16, dass er der Avatar sei, da die Luftnomaden einen Krieg befürchten. Als er von Mönch Gyatso getrennt werden und zum Östlichen Lufttepel gehen soll, flieht er mit Appa in der Nacht. Ein heftiger Sturm tobt und die beiden landen im Meer, wo Aang sich und Appa in einer Energiekugel einschließt und nach etwa 100 Jahren von Katara befreit wird. Iroh erzählt der Schiffsbesatzung wieso Zuko besessen ist, den Avatar zu fangen: Im Kriegskabinett des Feuerlords Ozai, Zukos Vater, stellt der Junge die Entscheidung eines Generals, die neuen Rekruten zu opfern, in Frage und wird daraufhin zu einem Agni Kai gefordert. Er nimmt an, im Glauben sich mit dem General duellieren zu müssen, steht aber im Ring seinem Vater gegenüber. Zuko will nicht gegen ihn kämpfen, was Ozai wütend macht und verpasst ihm die Gesichtsnarbe. Der Feuerlord verbannt seinen Sohn, der nicht zurückkehren darf, bis er den Avatar fängt. |           |                                                |                                            |                      |                                       |                  |                                                                                               |
| 13 | 13        | Der Blaue Geist                                | The Blue Spirit                            | 17. Juni 2005        | 11. Juni 2006                         | Dave Filoni      | Michael Dante DiMartino & Bryan Konietzko                                                     |
| Aang muss Medizin für seine kranken Freunde besorgen. Beim Versuch heilende, gefrorene Frösche zu fangen, wird er von den Yuyan-Bogenschützen gefangen genommen. Die Bogenschützen sind vom neu beförderten Admiral Zhao geschickt worden. Eine geheimnisvolle Person mit einer blauen Maske, genannt Blauer Geist, schleicht sich in Zhaos Basis und befreit Aang. Beim Versuch zu entkommen, wird der Blaue Geist mit einem Pfeil erwischt und bewusstlos. Aang sieht, dass sich Zuko hinter der Maske befindet und entscheidet im letzten Moment, ihn nicht zurückzulassen. Als Zuko wieder aufwacht, redet Aang auf ihn ein, aber Zuko greift ihn trotzdem an. Aang rennt zu seinen Freunden zurück und nimmt ein Paar Frösche mit. Katara und Sokka lutschen an ihnen und werden wieder gesund. Zuko begibt sich zurück auf sein Schiff. |           |                                                |                                            |                      |                                       |                  |                                                                                               |
| 14 | 14        | Die Wahrsagerin                                | The Fortuneteller                          | 23. Sep. 2005        | 17. Sep. 2006                         | Dave Filoni      | Aaron Ehasz & John O’Bryan                                                                    |
| Aang und seine Freunde treffen im Dorf Makapu auf die Wahrsagerin Tante Wu. Katara erfährt, dass sie einen starken Bändiger heiraten und drei Urenkelkinder kriegen werde, bevor sie sterben würde. Sokka glaubt nicht an Wahrsagen. Zu Aang sagt sie, dass er in einem großen Krieg teilhaben werde. Als sich das Dorf versammelt, prophezeit Tante Wu anhand der Wolkenformen die Zukunft des Dorfes: Der anliegende Vulkan soll das Dorf dieses Jahr nicht zerstören. Als Sokka und Aang auf den Vulkan klettern, um eine seltene Pandalilie für Katara zu holen, sehen sie wie der Vulkan auszubrechen droht. Katara und Aang können das Dorf mit einer gebändigten Wolkenform von ihrer Erkenntnis überzeugen. Mit den Bewohnern zusammen ziehen sie einen Graben rundum das Dorf. Als die Lava im Graben zu hoch steigt, kann Aang sie erstarren lassen und das Dorf bleibt, wie prophezeit, unversehrt. Katara erkennt, wie stark Aang ist und denkt an ihre Prophezeiung, bevor sie sich auf die Weiterreise machen. |           |                                                |                                            |                      |                                       |                  |                                                                                               |
| 15 | 15        | Bato vom Wasserstamm                           | Bato of the Water Tribe                    | 7. Okt. 2005         | 24. Sep. 2006                         | Giancarlo Volpe  | Ian Wilcox                                                                                    |
| Die reisenden Kinder treffen auf Bato, einen verletzten Krieger aus dem Südlichen Wasserstamm. Er wurde zurückgelassen und soll zu Hakoda (Katara und Sokkas Vater) und den anderen Kriegern dazustoßen. Er wartet auf einen Boten, auf den Aang trifft und seine Nachricht verheimlicht. Als Sokka davon erfährt, wird er sauer. Er überredet Katara, mit Bato zu den Kriegern zu gehen und sie lassen Aang zurück. Währenddessen zerstört die Kopfgeldjägerin June und ihr geruchsempfindlicher Shirshu, Nyla, Zukos Schiff, da sie einen blinden Passagier auf seinem Schiff finden wollen. Daraufhin heuert Zuko June an, mit ihrem Shirshu den Avatar aufzuspüren. Mit Kataras Kette, die er einst fand, gibt er dem Tier etwas zum Wittern. Sokka bereut seine Entscheidung und will mit Katara wieder zurück zu Aang. Auf dem Weg werden sie vom Shirshu angegriffen. Aang eilt ihnen zu Hilfe und sie schaffen es, Zuko zu entkommen. Er überrascht Katara mit der Kette, die er beim Kampf Zuko abgenommen hat. |           |                                                |                                            |                      |                                       |                  |                                                                                               |
| 16 | 16        | Die Macht des Feuers                           | The Deserter                               | 21. Okt. 2005        | 1. Okt. 2006                          | Lauren MacMullan | Tim Hedrick                                                                                   |
| Aang wird per Steckbrief gesucht und deshalb beim „Feuertage“-Fest einer kolonialisierten Feuernation-Stadt im Erdkönigreich entdeckt. Ein Mann namens Chey hilft den Kindern bei der Flucht und sie fliegen auf Appa davon. Sie werden zum desertierten, ehemaligen Admiral der Feuermarine, Jeong Jeong, geführt. Aang will von ihm das Feuerbändigen lernen. Dieser weigert sich, da Aang das Wasser- und Erdbändigen noch nicht erlernt hat, wie es der Avatar-Zyklus verlangt. Der Deserteur kann von Avatar Rokus Geist überredet werden, aber beim ersten Versuch Feuer zu bändigen, verbrennt Aang Katara an den Händen. Katara taucht diese in den Fluss und ihre Verletzungen werden zu ihrem Erstaunen geheilt. Da greift Zhao, der Aangs Spur entlang des Flusses folgte, seinen alten Meister Jeong Jeong an. Dieser verschwindet mithilfe eines Tricks und Aang kann Zhao dazu bringen seine eigenen Boote zu zerstören. Katara und Sokka fliegen mit Aang davon. In der Luft zeigt Katara ihre Heilkräfte. |           |                                                |                                            |                      |                                       |                  |                                                                                               |
| 17 | 17        | Luftakrobaten                                  | The Northern Air Temple                    | 4. Nov. 2005         | 8. Okt. 2006                          | Dave Filoni      | Elizabeth Welch Ehasz                                                                         |
| Aang erfährt, dass sich fliegende Menschen beim Nördlichen Lufttempel aufhalten. Er macht sich mit den Anderen auf den Weg, um dort weitere Luftbändiger zu treffen. Dort begegnen sie jedoch nur Bürgern des Erdkönigreichs, die sich anhand Gleitern der Luftnomaden eigene zum Fliegen kreierten. Diese Menschen mussten vor vielen Jahren ein neues Zuhause suchen, nachdem ihr Dorf überflutet wurde. Aang entdeckt, dass ihr Anführer, ein Mechaniker, Waffen für die Feuernation erfindet – seine neueste Erfindung ein Kriegsballon. Um die Sicherheit seines Sohnes Teo und seiner Freunde zu gewährleisten, musste der Erfinder seine Dienste anbieten. Aang will dem ein Ende bereiten und macht der Feuernation deutlich, dass sie keine Erfindungen mehr bekommen werden. Nach einem langen Kampf gegen ihre Truppen und Panzer, können Sokka und der Mechaniker mithilfe des Ballons die Feuernation bezwingen. Dabei verloren sie jedoch den Ballon, den die Feuernation aber im Wald fand. |           |                                                |                                            |                      |                                       |                  |                                                                                               |
| 17.5 | 17.5      | Die Legende des Avatar                         | The Legend So Far f                        | 18. Nov. 2005        | 15. Okt. 2006                         | –                | David P. Levin & Maria Lokken                                                                 |
| Die wichtigsten Handlungsinhalte von Buch 1 werden von Avatar Roku nacherzählt und mit Szenen aus den bisherigen Episoden untermalt. Zum Schluss ist eine Vorschau des Rests von Buch 1 zu sehen. |           |                                                |                                            |                      |                                       |                  |                                                                                               |
| 18 | 18        | Der Meister der Wasserbändiger                 | The Waterbending Master                    | 18. Nov. 2005        | 15. Okt. 2006                         | Giancarlo Volpe  | Michael Dante DiMartino                                                                       |
| Aang, Katara und Sokka treffen am Nördlichen Wasserstamm ein, wo Aang von Meister Pakku im Wasserbändigen trainiert werden soll. Katara will mitlernen, darf aber nicht aufgrund der Tradition, dass Frauen nicht Wasserbändigen, sondern nur Heilen dürfen. Beim Kampf zwischen ihr und Pakku, entdeckt er ihre Halskette, die er vor 60 Jahren seiner Liebe Kanna, Kataras Oma, schnitzte. Kanna zog aber zum Südlichen Wasserstamm, da sie die Traditionen des Nordens und die Zwangsheirat mit Pakku ablehnte. Pakku ändert seine Ansicht und unterrichtet Katara im Wasserbändigen. Sokka hat in der Zwischenzeit Prinzessin Yue kennengelernt, wurde aber letztendlich abgewiesen, da sie schon verlobt ist. Zhao plant einen Großangriff auf den Nördlichen Wasserstamm und sammelt alle Truppen, die er kriegen kann, inklusive Zukos Besatzung. Er heuert zudem Piraten an, mit denen Zuko verfeindet ist, die das Schiff des Prinzen explodieren lassen. Iroh, der zu der Zeit spazieren war, nimmt Zhaos Angebot an und steht ihm als Militärberater zur Seite. Er hat auch den überlebenden Zuko aufs Schiff geschmuggelt. |           |                                                |                                            |                      |                                       |                  |                                                                                               |
| 19 | 19        | Die Belagerung des Nordens, Teil 1 g           | The Siege of the North, Part 1             | 2. Dez. 2005         | 22. Okt. 2006                         | Lauren MacMullan | John O’Bryan                                                                                  |
| Die riesige Flotte der Feuernation ist bereits vor den Toren des Wasserstamms. Die ersten Schiffe schießen mit großen Feuerbällen auf den Stamm, während diese von den Wasserbändigern abgewehrt werden. Aang versucht, die Schiffe zu zerstören, gibt aber auf, da es zu viele sind. Auf Irohs Rat verlegt Zhao den Angriff auf den nächsten Morgen, da es dunkel wird. Zuko verlässt auf einem kleinen Boot das Feuermarine-Schiff und macht sich auf den Weg zum Wasserstamm. Aang gelangt durch den spirituellsten Ort des Nordpols, der Geisteroase, in die Geisterwelt und will dort die Geister des Mondes und des Meeres für den Kampf um Hilfe bitten. Sokka wird unterdessen beauftragt Yue zu beschützen. Zuko gelangt zur Geisteroase, besiegt Katara, die Aangs meditierenden Körper bewachte, und entführt Aang. Es wird Morgen und Zhao greift den Nördlichen Wasserstamm nun an Land an. |           |                                                |                                            |                      |                                       |                  |                                                                                               |
| 20 | 20        | Die Belagerung des Nordens, Teil 2 g           | The Siege of the North, Part 2             | 2. Dez. 2005         | 29. Okt. 2006                         | Dave Filoni      | Aaron Ehasz                                                                                   |
| Zuko nimmt Aang mit und sucht in einer Höhle Schutz vor dem Schneesturm. Aang erfährt währenddessen in der Geisterwelt vom Gesichtsräuber Koh, dass sich der Mond- (Tui) und Meeresgeist (La) als sterbliche Koi-Fische in der Geisteroase befinden. In der Nacht kehrt sein Geist zurück in die physische Welt, wo ihn Katara, Sokka und Yue von Zuko befreien können. Zhao, der in einer Bibliothek ebenfalls von Tui und La erfuhr, tötet in der Geisteroase den Mondgeist, um dadurch den Wasserbändigern die Kraft zu nehmen. Iroh ist dagegen, da die Geister nicht nur den Wasserstamm, sondern die ganze Welt beeinflussen. Der Mond verschwindet und die Welt verdunkelt sich. Zhao flüchtet während Iroh seine Soldaten angreift. Aang geht in den Avatar-Zustand und formt mit dem Geist des Meeres einen riesigen Koi-Geist aus Wasser. Dieser greift nun Zhaos Truppen und Schiffe an. Yue, die als kleines Kind vom Mondgeist gerettet wurde, gibt ihr Leben auf, um nun seines zu retten. Als der Mond zurückkehrt, zieht sich Aang zurück und draußen konfrontiert Zuko Zhao. In dem Moment packt der Meeresgeist Zhao und zieht ihn ins Wasser. Nach dem Kampf plant Pakku, dem Südlichen Wasserstamm zu helfen, und ernennt Katara zur Meisterin, die Aang weitertrainieren soll. Aang und seine Freunde fliegen weiter und Iroh reist mit Zuko auf einem Floß. In der Feuernation hat Feuerlord Ozai seine Tochter gerufen und gibt ihr einen Auftrag. |           |                                                |                                            |                      |                                       |                  |                                                                                               |

## Buch 2: Erde
Eine etwa 10-minütige Zusammenfassung der kompletten zweiten Staffel namens The Legend Continues, darunter ein etwa 2-minütiger Trailer zur dritten Staffel, wurde am 15. September 2007, vor der Ausstrahlung von Staffel drei, in den USA ausgestrahlt. Die Handlung wurde von Mae Whitman in ihrer Rolle als Katara nacherzählt. Auf Deutsch ist die Zusammenfassung 2010 auf einer Video-CD erschienen und als Erzähler ist Horst Lampe zu hören, der Sprecher von Avatar Roku. Der deutsche Titel lautet Die Legende geht weiter.
| Nr. (ges.) | Nr. (St.) | Deutscher Titel | Originaltitel | Erstausstrahlung USA | Deutschsprachige Erstausstrahlung (D) | Regie                   | Drehbuch |
| --- | --------- | --- | --- | -------------------- | ------------------------------------- | ----------------------- | --- |
| 21 | 1         | Der Avatar-Zustand | The Avatar State | 17. März 2006        | 5. März 2007                          | Giancarlo Volpe         | Aaron Ehasz, Elizabeth Welch Ehasz, Tim Hedrick & John O’Bryan |
| Pakku übergibt Katara ein Amulett mit Wasser aus der Geisteroase, das besonders ist. Die Kinder fliegen zu General Fong im Erdkönigreich, um nach Omashu eskortiert zu werden, damit Aang von König Bumi das Erdbändigen lernt. Der General will aber Aang dazu überreden, sofort den Feuerlord mit der Kraft des Avatar-Zustandes anzugreifen. Nach ein paar nicht erfolgreichen Versuchen, den Zustand herbeizurufen, gibt Aang auf. Er meint, er könne nur in den Zustand, wenn er in Gefahr sei. General Fong nutzt das und greift Aang an, damit er den Avatar-Zustand aktiviert. Indem Fong Katara vermeintlich begräbt, zerstört Aang im Avatar-Zustand die Basis. Sie verlassen den Ort und machen sich alleine auf den Weg nach Omashu. Azula, Zukos kleine Schwester, besucht Zuko und Iroh und behauptet die beiden dürfen in die Feuernation zurückkehren. Sie erfahren, dass sie gefangen genommen werden sollten und widersetzen sich. Als Azula einen Blitz feuern will, kann Iroh diesen umleiten. Zuko und Iroh flüchten und werden nun von der Feuernation per Steckbrief gesucht, dabei versuchen sie, nicht aufzufallen. |           | | |                      |                                       |                         | |
| 22 | 2         | Die Höhle der Verliebten | The Cave of Two Lovers | 24. März 2006        | 6. März 2007                          | Lauren MacMullan        | Joshua Hamilton |
| Der Nomade Chong und seine Freunde treffen Aang beim Training mit Katara. Sie wollen ebenfalls nach Omashu und nehmen einen geheimen Tunnel durch einen Berg als Abkürzung. Da Appa in der Luft von der Feuernation angegriffen wird, müssen die Kinder auch durch den Tunnel. Aufgrund eines Unfalls werden Aang, Katara und Appa von den anderen getrennt. Auf ihrem Weg nach draußen entdecken sie die Geschichte von Omashu: Ein verliebtes Paar von verfeindeten Dörfern wurde zu den ersten Erdbändigern, indem es von Dachsmaulwürfen lernte, und erbaute ein Tunnelsystem, um sich heimlich in einer Höhle zu treffen. Als der Mann im Krieg zwischen den Dörfern fiel, beendete die Frau mit ihren Kräften den Krieg und erschuf mit den Dörfern die Stadt Omashu, benannt nach ihr (Oma) und dem Mann (Shu). Sokka und die anderen können mithilfe von Dachsmaulwürfen ins Freie gelangen. Sie entdecken, dass Omashu von der Feuernation eingenommen wurde. Zuko und Iroh haben derweil bei einer Familie im Erdkönigreich Unterschlupf gefunden. Sie erfahren, was die Feuernation der Familie bisher antat und verabschieden sich danach. Zuko stiehlt der Familie noch ein Straußenpferd. |           | | |                      |                                       |                         | |
| 23 | 3         | Rückkehr nach Omashu h | Return to Omashu | 7. Apr. 2006         | 7. März 2007                          | Ethan Spaulding         | Elizabeth Welch Ehasz |
| Aang, Katara und Sokka schleichen sich in die eingenommene Stadt Omashu, um nicht entdeckt zu werden. Dort trifft Aang auf die Widerstandskämpfer des Erdkönigreichs. Aang kann sie überreden, sich zurückzuziehen und nach Ba Sing Se zu flüchten. Die Bewohner Omashus täuschen eine Seuche vor, weshalb der Gouverneur der Feuernation, Ukano, sie die Stadt verlassen lässt. Draußen bemerken sie, dass der kleine Sohn des Gouverneurs, Tom-Tom, mitgekommen ist. Ihnen wird ein Tausch vorgeschlagen: König Bumi gegen das Kind. Azula und ihre Freundin Ty Lee, die sie für die Suche nach Iroh und Zuko rekrutierte, wollen die Gouverneurstochter Mai für ihr Team gewinnen. Zuerst treffen die drei den Avatar beim Austausch, den Azula aber vor Ort nicht zulässt. Aang befreit Bumi, der will aber bleiben, um auf einen guten Moment zum Rückschlag zu warten, und lässt sich weiter gefangen nehmen. Bevor Aang weiterreist, auf der Suche nach einem Erdbändigungslehrer, bringt er Tom-Tom zu den Eltern. |           | | |                      |                                       |                         | |
| 24 | 4         | Der Sumpf ruft | The Swamp | 14. Apr. 2006        | 8. März 2007                          | Giancarlo Volpe         | Tim Hedrick |
| Appa wird von einem Tornado erwischt, der alle trennt und in einen Sumpf schleudert. Im Wald haben die Kinder Visionen. Katara sieht ihre verstorbene Mutter Kya, Sokka die verstorbene Prinzessin Yue, Aang ein ihm unbekanntes Mädchen mit einem fliegenden Wildschwein. Sie werden von einem Sumpfmonster angegriffen, dass sich als der Sumpfbändiger Huu herausstellt. Er ist zum Schutz des Sumpfes da und griff sie an, da Sokka den Wald mit seiner Machete zerstörte. Der Wald ist eine Verwurzelung des riesigen Banyangrovenbaum, der in der Mitte des Sumpfes zu finden und lebendig ist. Der Baum ist überallhin verbunden und mit seiner Hilfe findet Aang Appa und Momo. Sie wurden von anderen Sumpfbändigern gefangen. Die Visionen des Sumpfes zeigen verstorbene, geliebte Personen, Aang sah jedoch eine Person, die er noch kennenlernen werde. Zuko hat sich währenddessen eine neue blaue Maske besorgt und einem Mann, der seinen Onkel schikanierte, seine Breitschwerter gestohlen. |           | | |                      |                                       |                         | |
| 25 | 5         | Der Tag des Avatar i | Avatar Day | 28. Apr. 2006        | 9. März 2007                          | Lauren MacMullan        | John O’Bryan |
| Im Erdkönigreich-Dorf Chin wird der Tag des Avatars gefeiert. Aber nicht vor Freude, sondern aus Hass gegenüber Avatar Kyoshi. Aang gibt sich dem Bürgermeister Tong zu erkennen und wird für Kyoshis Mord an Chin dem Großen vors Gericht gebracht. Sokka und Katara suchen nach Hinweisen für Kyoshis Unschuld auf der Kyoshi-Insel, wo Suki nicht mehr ist. Beim Prozess erscheint aber Kyoshis Geist, die den Mord gesteht: Chin war ein Tyrann, der den gesamten Kontinent erobern wollte. Als er mit seiner Armee vor Kyoshis Heimat stand, trennte sie die Halbinsel mit ihren Kräften komplett vom Festland. Chin stürzte vom Rand der neugeschaffenen Klippe hinab in den Tod. Nach dem Prozess greifen die Komodo-Rhinos der Feuernation das Dorf an. Da wird Aangs Urteil in sozialen Dienst geändert, damit er das Dorf beschützt. Er vertreibt sie und das Dorf feiert von nun an den Tag in Ehren von Aang. Anderswo hat sich Zuko entschieden, nicht mehr mit seinem Onkel zu reisen, und trennt sich von ihm. |           | | |                      |                                       |                         | |
| 26 | 6         | Der Blinde Bandit j | The Blind Bandit | 5. Mai 2006          | 12. März 2007                         | Ethan Spaulding         | Michael Dante DiMartino |
| Im Dorf Gaoling besucht Aang Meister Yus Erdbändiger-Akademie. Er hört dort, dass ein sogenanntes „Erd-Donner-Turnier“ stattfindet, und besucht dieses, um vielleicht einen besseren Erdbändiger-Lehrer zu finden. Aang kämpft im Ring gegen das junge Mädchen, das hinter dem Pseudonym des „Blinden Banditen“ steckt, und stößt sie mit Luftbändigen aus dem Ring. Er will sie kennenlernen, da er sie in seiner Vision gesehen hat. Die Kinder spüren sie als die zwölfjährige, blinde Toph Beifong, Tochter einer reichen Familie, auf. Beim Spaziergang werden Toph und Aang vom Leiter des Turniers Xin Fu gefangengenommen, da er vermutet, dass die beiden beim Turnier geschummelt haben. Lao, Tophs Vater, kann seine Tochter durch Lösegeld freikaufen, aber Xin Fu will Aangs Kopfgeld von der Feuernation erhalten. Toph kann Aang befreien, aber ihre Eltern, die von ihren Fähigkeiten und ihrem Ringnamen nicht wussten, lassen sie ab sofort nicht mehr unbewacht. Als Aang und seine Freunde weiterfliegen wollen, rennt Toph heran und meint, sie dürfe doch mit ihnen reisen. Lao beauftragt währenddessen Meister Yu und Xin Fu damit, Toph zurückzuholen, die laut ihm vom Avatar entführt wurde. |           | | |                      |                                       |                         | |
| 27 | 7         | Zukos Erinnerungen k | Zuko Alone | 12. Mai 2006         | 13. März 2007                         | Lauren MacMullan        | Elizabeth Welch Ehasz |
| Zuko reitet auf seinem Straußenpferd durchs Erdkönigreich und besorgt in einem Dorf Futter. Die lokalen Soldaten bestehlen ihn, da sie glauben, er habe sie mit einem Ei beworfen. Ein Junge namens Lee war es und nimmt Zuko mit zu sich auf die Farm. Zuko schenkt nach einer Nacht dem Jungen zum Abschied seinen Dolch. Als dieser die Soldaten damit angreift, wird er festgenommen. Der verbannte Prinz kämpft mit seinen Breitschwerten gegen die verhassten Soldaten. Nach seinem Sieg durch Feuerbändigen, gibt er sich als Prinz zu erkennen und wird von den Dorfbewohner und Lees Familie verachtet. In Rückblenden sieht man wie Zuko als Kind mit seiner Familie, Mai und Ty Lee lebte. Iroh erfährt, dass sein einziger Sohn Lu Ten im Krieg gefallen ist und gibt daraufhin die Belagerung von Ba Sing Se auf. Prinz Ozai macht kurz darauf seinem Vater Azulon den Vorschlag, ihn zum neuen Feuerlord zu ernennen, da Irohs Blutlinie nun beendet sei. Der Vorschlag, Iroh zu hintergehen, macht Azulon wütend und Ozai soll dafür bestraft werden. Zukos Mutter Ursa verschwindet in der Nacht, in der Feuerlord Azulon plötzlich verstirbt. Darauffolgend wird sein zweiter Sohn Ozai zum Feuerlord ernannt und nicht Iroh. |           | | |                      |                                       |                         | |
| 28 | 8         | Die Verfolgungsjagd l | The Chase | 26. Mai 2006         | 14. März 2007                         | Giancarlo Volpe         | Joshua Hamilton |
| Der Avatar wird von einem Panzer-Zug verfolgt. Er und seine Freunde können kaum schlafen, da sie ständig weiterfliegen müssen. Als sie sich der Maschine stellen wollen, steigen Prinzessin Azula, Mai und Ty Lee aus und greifen sie an. Die Kinder fliegen schnell weiter und wollen ihre Verfolger auf eine falsche Fährte locken. Aang fliegt mit Appas Fell in eine Richtung, während Appa mit den Anderen in die andere Richtung fliegt. Azula folgt Aangs Fellspur und Mai und Ty Lee Appas Flugrichtung, die sie an einer zerstörten Baumkrone erkennen. In einem verlassenen Dorf gibt sich Azula dem Avatar als Zukos Schwester zu erkennen, wo Zuko zu dem Zeitpunkt auch eintrifft. Sie triellieren sich. Aangs Freunde eilen zur Hilfe und Iroh stößt ebenfalls hinzu. Alle drängen Azula in eine Ecke. Azula feuert auf Iroh und die Bändiger greifen sie daraufhin an. Sie schafft es jedoch in der Staubwolke zu fliehen. Katara bietet Zuko an, Iroh zu heilen, doch dieser befiehlt ihnen zu verschwinden, was sie schließlich machen. |           | | |                      |                                       |                         | |
| 29 | 9         | Hartes Training | Bitter Work | 2. Juni 2006         | 15. März 2007                         | Ethan Spaulding         | Aaron Ehasz |
| Aang übt in einem Steinbruch mit Toph zum ersten Mal das Erdbändigen. Er hat aber Schwierigkeiten mit dem Element. Beim abschließenden Versuch, einen sich bewegenden Felsen zu bändigen, schmeißt Aang hin, da er sich unsicher ist. Toph ist enttäuscht. Sokka hat sich indes in einem nahegelegenen Wald in einer Bodenspalte eingeklemmt. Aang findet ihn, aber kann ihn nicht herausbekommen. Er muss dazu noch Sokka vor einem Säbelzahn-Elchlöwen beschützen. Toph sieht ihm dabei zu und kann ihn mit einigen Worten dazu bewegen, einen Felsen zu bändigen. Toph befreit Sokka aus der Spalte und sie kehren zu ihrem Schlafplatz zurück. Iroh erholt sich von Azulas Attacke und trainiert Zuko weiter. Der Prinz will das Blitzen erlernen, ist aber nicht dazu in der Lage. Stattdessen bringt sein Onkel ihm das Blitzumleiten bei, welches er selber erfunden hat, indem er von Wasserbändigern lernte. Frustriert darüber, dass er nicht Blitzen und mit einem Blitzeinschlag das Umleiten nicht ausprobieren kann, bricht er in Tränen aus. |           | | |                      |                                       |                         | |
| 30 | 10        | Wissen ist Macht | The Library m | 14. Juli 2006        | 16. März 2007                         | Giancarlo Volpe         | John O’Bryan |
| In der Dunstigen Palm-Oase begegnen die Kinder Professor Zei der Ba-Sing-Se-Universität. Dieser sucht nach der riesigen Bibliothek vom Wissensgeist Wan Shi Tong. Sie suchen zusammen in der Si-Wong-Wüste nach dem Gebäude, um eine Karte der Feuernation zu kriegen. Dort finden sie einen Turm, der sich als die Spitze der Bibliothek herausstellt, die im Sand fast komplett versunken ist. Bis auf Toph und Appa klettern alle ins Gebäude. Wan Shi Tong verbietet den Menschen den Aufenthalt, da in der Vergangenheit Menschen wie Zhao die Bibliothek besuchten. Der Geist verbietet Missbrauch seines angesammelten Wissens, um Anderen zu schaden. Nachdem der Avatar zusichert dies nicht zu tun, dürfen sie bleiben. Sokka entdeckt, dass vor Zosins Komet noch eine Sonnenfinsternis stattfinden wird und Feuerbändiger an dem Tag ihre Kraft verlieren werden. Wan Shi Tong ahnte, dass Sokka sein Wissen für den Krieg missbrauchen werde, deshalb lässt er die Bibliothek komplett versinken. Alle bis auf Professor Zei, der freiwillig zurückbleibt, schaffen es aus dem Turm hinaus. Toph hielt bis dahin den Turm vor dem Versinken auf, musste aber dafür zulassen, dass Appa von Sandbändigern entführt wird. |           | | |                      |                                       |                         | |
| 31 | 11        | In der Wüste | The Desert m | 14. Juli 2006        | 19. März 2007                         | Lauren MacMullan        | Tim Hedrick |
| Katara versucht, alle mithilfe Sokkas gestohlenen Karten aus der Wüste hinauszuführen. Sie finden in der Wüste einen Sand-Segler, mit dem sie zu einem Felsen gelangen. Dort treffen später auch Sandbändiger ein. Toph hört unter den Bändigern einen von Appas Entführern heraus. Der Avatar fragt wo sein Freund ist und zerstört dabei einige Segler. Ghashiun gibt schließlich zu, dass er ihn entführte, und meint, er sei wahrscheinlich schon in Ba Sing Se. Er bietet ihnen an, sie zu eskortieren. Der wütende Aang gelangt in den Avatar-Zustand, aber Katara kann ihn beruhigen. Iroh und Zuko werden von den Komodo-Rhinos angegriffen, können ihnen aber entkommen. Sie reiten zur Dunstigen Palm-Oase, wo auch Meister Yu und Xin Fu eintreffen, die nach Toph suchen. Xin Fu erkennt die Flüchtigen und will ihr Kopfgeld einkassieren. Iroh bekommt Hilfe durch einen mysteriösen Freund. Dieser führt ihn zu einem geheimen Raum, der nur Mitgliedern des Ordens des Weißen Lotus erlaubt ist. Iroh und sein Neffe bekommen Pässe und entkommen Xin Fu und Yu, die daraufhin das Kopfgeld aufgeben. |           | | |                      |                                       |                         | |
| 32 | 12        | Der Schlangenpass | The Serpent’s Pass n | 15. Sep. 2006        | 20. März 2007                         | Ethan Spaulding         | Michael Dante DiMartino & Joshua Hamilton |
| Von drei Flüchtlingen des Erdkönigreichs erfahren die Kinder, dass in der Vollmond-Bucht Fähren nach Ba Sing Se fahren, wo sie auch hinwollen. Dort angekommen treffen sie auf Suki, die seit ihrem Treffen Menschen auf der Flucht half. Nachdem den Begleitern der Kinder ihre Pässe gestohlen wurden, entschließen sie sich den gefährlichen Schlangenpass zu nehmen. Nach einigen Zwischenfällen schaffen sie es, den Pass zu überqueren, der nach einer riesigen Seeschlange benannt ist. Suki verabschiedet sich von ihren Freunden, um zurückzugehen und weiterzuhelfen. Aang fliegt alleine vor nach Ba Sing Se, entdeckt aber einen riesigen Bohrer der Feuernation auf Ba Sing Ses Mauer zukommen. Zuko und Iroh sind auf einer Fähre Richtung Ba Sing Se und treffen dort auf Jet, Smellerbee und Longshot. Zusammen mit Zuko bestehlen sie den Captain, der hervorragendes Essen zubereitet bekommt, während den Passagieren Essensreste serviert werden. Sie alle wollen nach Ba Sing Se für einen Neuanfang. |           | | |                      |                                       |                         | |
| 33 | 13        | Bedrohlicher Bohrer | The Drill n | 15. Sep. 2006        | 21. März 2007                         | Giancarlo Volpe         | Michael Dante DiMartino & Bryan Konietzko |
| Azulas Team befindet sich im Bohrer, der vom Mechaniker und Kriegsminister Qin für die Zerstörung der Mauer erfunden und gebaut wurde. Aang, Katara und Sokka versuchen, die Maschine von innen zu sabotieren, während Toph ihn von außen zu stoppen versucht. Katara und Aang durchschneiden einige Stahlträger mit Wasserpeitschenhieben. Als sie entdeckt werden, müssen sie sich trennen. Katara und Sokka hängen Mai und Ty Lee ab und Aang duelliert sich mit Azula auf dem Dach. Dort gibt er dem Bohrer einen kräftigen Schlag, sodass dieser von innen zerbricht. Die drei Angreifer ziehen sich zurück. Jet bietet Zuko einen Platz bei den Freiheitskämpfern an, der aber ablehnt. Dabei bemerkt er, dass Iroh durch Feuerbändigen seinen Tee erhitzte. Wütend darüber erzählt er Smellerbee und Longshot, dass sie von der Feuernation seien. |           | | |                      |                                       |                         | |
| 34 | 14        | Mauern und Geheimnisse | City of Walls and Secrets | 22. Sep. 2006        | 10. Sep. 2007                         | Lauren MacMullan        | Tim Hedrick |
| In Ba Sing Se bekommt das Team Avatar von der Regierung eine Begleiterin, Joo Dee. Sie zeigt ihnen die sichere Stadt, die in 3 Ringe eingeteilt ist. Nachdem sie dem Team kein sofortiges Gespräch mit dem König zulässt, schleichen sich die Abenteurer während einer Party in den Königspalast. Dort werden sie von Long Feng, dem Großsekretär der Stadt und Leiter des Elite-Trupps namens Dai Li, aufgehalten. Dieser offenbart ihnen, dass in der Stadt jede Erwähnung des Krieges verboten sei und sie dem König von der Sonnenfinsternis nicht erzählen dürfen. Jet spioniert den Feuerbändigern nach. Iroh und sein Neffe bekommen einen Arbeitsplatz in einem Tee-Laden, wo sie plötzlich von Jet zur Rede gestellt werden. Zuko duelliert sich mit dem Freiheitskämpfer, bis das Dai Li eintrifft und Jet mitnimmt. Das Dai Li sperrt ihn ein und versucht, ihn zu hypnotisieren, um ihn davon zu überzeugen, dass es keinen Krieg gäbe. |           | | |                      |                                       |                         | |
| 35 | 15        | Geschichten aus Ba Sing Se Die Geschichte von Toph und Katara Die Geschichte von Onkel Iroh Die Geschichte von Aang Die Geschichte von Sokka Die Geschichte von Prinz Zuko o Die Geschichte von Momo | The Tales of Ba Sing Se The Tale of Toph and Katara The Tale of Iroh The Tale of Aang The Tale of Sokka The Tale of Zuko The Tale of Momo | 29. Sep. 2006        | 11. Sep. 2007                         | Ethan Spaulding         | Elizabeth Welch Ehasz & John O’Bryan p Toph & Katara: Joann Estoesta & Lisa Wahlander Iroh: Andrew Huebner Aang: Gary Scheppke Sokka: Lauren MacMullan Zuko: Katie Mattila Momo: Justin Ridge & Giancarlo Volpe |
| Toph und Katara: Die beiden Mädchen verbringen ihren Tag in einem Schönheitssalon und rächen sich bei fiesen Mädchen, die sie beleidigt haben. Iroh: Der ehemalige General begegnet in der Stadt vielen Personen und hilft ihnen. Am Ende des Tages zündet er zum Geburtstag seines gefallenen Sohnes Räucherstäbchen an. Aang: Auf der Suche nach Appa sieht Aang im Zoo nach. Er hilft dem heruntergekommenen Ort und dem Zoo-Betreiber, indem er die Tiere auf ein freies Feld vor die Mauern treibt, wo sie sich wohler fühlen. Sokka: Der Wasserstammjunge gerät in eine Klasse, wo Mädchen das Haiku-Dichten üben. Er duelliert sich mit Poesie mit der Leiterin. Als er einen Fehler beim Dichten macht, wird er hinausgeworfen. Zuko: Die junge Jin verabredet sich mit Zuko. Sie gehen Essen und küssen sich beim Feuerlicht-Brunnen. Da es für ihn kompliziert sei, lässt er sie zurück. Die Verabredung fand er aber nett. Momo: Der Lemur sucht nach Appa. Dabei wird er von kleinen Pumas gejagt. Ein Tierfänger schnappt sie alle. Momo kann alle befreien und wird von den Pumas zu einem Pfotenabdruck Appas geführt. Am Ende von Irohs Geschichte wird seinem verstorbenen englischen Synchronsprecher Mako gedacht. |           | | |                      |                                       |                         | |
| 36 | 16        | Armer Appa | Appa’s Lost Days | 12. Okt. 2006        | 12. Sep. 2007                         | Giancarlo Volpe         | Elizabeth Welch Ehasz |
| Appas Entführung durch die Sandbändiger und was in den 4 Wochen seitdem passierte, wird gezeigt. Er wird an Händler verkauft, die ihn einem Zirkus übergeben. Von dort fliegt der Bison davon und sieht in der Wüste, dass der Turm weg ist. Er streift ziellos umher und trifft dabei auf die Kyoshi-Kriegerinnen. Sie säubern und versorgen ihn, doch Azulas Team greift an. Suki zwingt Appa zu fliehen und sie kämpft weiter. Er fliegt zu seinem Geburtsort, dem Östlichen Lufttempel, und begegnet Guru Pathik. Er hilft dem Bison Aang zu finden und gibt ihm noch eine Nachricht für den Luftbändiger mit. In Ba Sing Se wird Appa von einer Bisonspfeife angelockt, hinter der Long Feng steckt. Appa macht den von Momo entdeckten Pfotenabdruck und wird von Long Feng in den Untergrund gebracht. |           | | |                      |                                       |                         | |
| 37 | 17        | Der Laogai-See | Lake Laogai | 3. Nov. 2006         | 13. Sep. 2007                         | Lauren MacMullan        | Tim Hedrick |
| Auf der Suche nach Appa begegnet Katara Jet. Er hilft dem Team Avatar den Bison zu finden und führt sie zu einer Halle. Der Hausmeister sagt, er sei weggebracht worden, dies stellt sich aber als Lüge heraus, als sie Smellerbee und Longshot treffen. Sie kommen hinter das Geheimnis des Dai Lis, der Gehirnwäsche von Jet und Joo Dee. Sie dringen in das Dai-Li-Hauptquartier unter dem Laogai-See ein, um Appa zu suchen, doch sie tappen in eine Falle von Long Feng. Unterdessen hat Zuko vom verschwundenen Bison erfahren und sein Onkel bekommt seinen eigenen Tee-Laden angeboten. Als der Blaue Geist getarnt, spürt Zuko Appa im Hauptquartier auf, wo er von Iroh überrascht wird, der ihn ausfragt. Die Kinder kämpfen gegen das Dai Li, dabei wird Jet von Long Feng verletzt und stirbt an seinen inneren Verletzungen. Das Team stellt sich nun über Wasser dem Dai Li entgegen, als der von Zuko befreite Appa zur Hilfe eilt. Sie fliegen weg, auf eine kleine Insel. Zuko trennt sich nach Drängen von Iroh von seiner Blauer-Geist-Maske. |           | | |                      |                                       |                         | |
| 38 | 18        | Der Erdkönig | The Earth King | 17. Nov. 2006        | 14. Sep. 2007                         | Ethan Spaulding         | John O’Bryan |
| Die Kinder dringen in den Palast ein, um Erdkönig Kuei von der Verschwörung des Dai Lis durch Long Feng und dem Krieg zu erzählen. Sie nehmen ihn mit vor die äußerste Mauer und beweisen ihre Behauptungen mit dem Bohrer der Feuernation. Long Feng wird vom Dai Li verhaftet, doch der Elite-Trupp bleibt im Geheimen ihm treu. Aang bekommt die Nachricht des Gurus überreicht. Er macht sich auf den Weg zu ihm und nimmt Sokka mit, den er auf dem Weg bei dessen Vater Hakoda in der Chamäleon-Bucht absetzen will. Toph trifft ihre Mutter, die laut einem Brief in der Stadt auf sie wartet, doch Xin Fu stellt sich als der hinter dem Brief heraus und nimmt sie in einer Metallbox gefangen. Katara verbleibt beim Erdkönig, der die vermeintlichen Kyoshi-Kriegerinnen willkommen heißt, die aber in Wahrheit Azulas Team sind. Zuko fühlt sich seit Appas Befreiung unwohl und hat Albträume. Iroh kümmert sich um seinen Neffen während seiner spirituellen Verwandlung, deren Auslöser sein innerer Konflikt ist. |           | | |                      |                                       |                         | |
| 39 | 19        | Der Guru | The Guru q | 1. Dez. 2006         | 15. Sep. 2007                         | Giancarlo Volpe         | Michael Dante DiMartino & Bryan Konietzko |
| Sokka trifft seinen Vater Hakoda und die Wasserstammkrieger und Aang fliegt zu Guru Pathik, der ihm beibringt seine sieben Chakren zu öffnen, um so den Avatar-Zustand zu meistern. Getarnt als Kyoshi-Kriegerin erfährt Azula vom Plan des Erdkönigs, die Feuernation am Tag der Sonnenfinsternis anzugreifen. Toph kann sich mit ihrer neu erfundenen Technik, dem Metallbändigen, aus der Metallbox von Xin Fu und Meister Yu befreien. Katara sieht Zuko und Iroh zufällig in deren neuem Tee-Laden. Sie eilt zum Palast und erzählt den vermeintlichen Kyoshi-Kriegerinnen davon. Ty Lee lähmt Katara als sie merkt wer die drei wirklich sind. Aang ist dabei das letzte Chakra zu öffnen, als er in einer Vision sieht, dass Katara gefangen wurde. Er bricht sein Training ab, wodurch er den Avatar-Zustand nicht beherrschen kann, und fliegt nach Ba Sing Se. Auf dem Weg nimmt er Sokka mit. Azula verbündet sich mit Long Feng und dem Dai Li, um König Kuei zu stürzen, und Iroh wird zum Teeservieren in den Palast eingeladen. |           | | |                      |                                       |                         | |
| 40 | 20        | Ein fataler Niedergang | The Crossroads of Destiny q | 1. Dez. 2006         | 18. Sep. 2007                         | Michael Dante DiMartino | Aaron Ehasz |
| Auf dem Rückweg nehmen Aang und Sokka Toph mit. Zuko und sein Onkel werden im Palast von Azula angegriffen. Iroh kann fliehen, aber Zuko wird gefangengenommen und zu Katara in die Kristallkatakomben gebracht. Iroh schließt sich mit Aang zusammen und sie suchen die Katakomben. Toph und Sokka wollen den König vor dem Putsch warnen. Dort werden sie von Ty Lee besiegt und zusammen mit König Kuei eingesperrt. Azula hintergeht Long Feng, der sie hintergehen wollte, und kann das Dai Li auf ihre Seite bringen. Katara und Zuko werden von ihren Freunden befreit, doch Azula kommt dazwischen. Iroh wird festgehalten und Zuko vor die Wahl gestellt, ob er wie sein Onkel die Seite des Avatars nimmt oder Azula hilft. Toph kann in der Zwischenzeit die Metalltür der Gefängniszelle aufmachen und mit den anderen fliehen. Zuko hat sich für Azulas Seite entschieden und kämpft mit ihr gegen Aang und Katara. Als es ausweglos erscheint, öffnet der Luftbändiger schnell das siebte Chakra und gelangt in den Avatar-Zustand. Azula trifft ihn mit einem Blitz und Aang wird schwer verletzt von Katara in Sicherheit gebracht. Sie fliegen mit ihren Freunden, dem König und dessen Bär Bosco davon. Katara heilt den Avatar mit dem Geisteroasenwasser und bewahrt ihn vor dem Tod. Das Erdkönigreich ist gefallen und untersteht nun der Feuernation. |           | | |                      |                                       |                         | |
| 40.5 | 20.5      | Die Legende geht weiter | The Legend Continues r | 15. Sep. 2007        | –                                     | –                       | – |
| Die wichtigsten Handlungsinhalte von Buch 2 werden nacherzählt und mit Szenen aus den Episoden untermalt. Im Original spricht Katara aus ihrer Sicht, auf Deutsch der Sprecher von Avatar Roku als allwissender Erzähler. |           | | |                      |                                       |                         | |

## Buch 3: Feuer
Die dritte Staffel wurde zum Teil vor den USA in einigen anderen Ländern erstausgestrahlt oder auf DVD erstveröffentlicht. Die ersten zwei Episoden wurden in Kanada jeweils 3,5 Stunden vor US-Ausstrahlung auf YTV ausgestrahlt. Die sechste Episode war am 24. Oktober, die siebte und achte waren am 25. Oktober und die neunte am 26. Oktober 2007 zuerst im Vereinigten Königreich auf Nicktoons UK zu sehen. Da Nickelodeon die zehnte Episode kurzfristig um eine Woche verschob, um sie zusammen mit der elften als einen Zweiteiler auszustrahlen, wurde sie zuerst am 23. November 2007 in den Niederlanden (Nickelodeon Nederland) und in Belgien (Nickelodeon Vlaanderen) auf Niederländisch erstausgestrahlt. Am 26. November folgte dort die elfte Episode. Die zwölfte Episode wurde viele Monate vor US-Ausstrahlung am 14. Dezember 2007 auf YTV erstmals gezeigt. Episode 13 wurde auf YTV am 4. Januar 2008 ausgestrahlt. Episode 14 und 15 waren erstmals am 6. Mai 2008 in den USA auf DVD zu sehen.
| Nr. (ges.) | Nr. (St.) | Deutscher Titel                                  | Originaltitel                                | Erstausstrahlung USA | Deutschsprachige Erstausstrahlung (D) | Regie              | Drehbuch                                  |
| --- | --------- | ------------------------------------------------ | -------------------------------------------- | -------------------- | ------------------------------------- | ------------------ | ----------------------------------------- |
| 41 | 1         | Aang erwacht                                     | The Awakening                                | 21. Sep. 2007        | 12. Apr. 2008                         | Giancarlo Volpe    | Aaron Ehasz                               |
| Nach einigen Wochen wacht Aang von seiner Nahtoderfahrung wieder auf. Seine Freunde sind währenddessen zu den Wasserstammkriegern in der Chamäleon-Bucht dazugestoßen und haben ein Schiff der Feuernation als Tarnung geentert. Sokkas neuer Invasionsplan beinhaltet wenige Verbündete aus dem Erdkönigreich mit denen sie am „Tag der Schwarzen Sonne“ (Sonnenfinsternis) zuschlagen wollen. Die Welt glaubt Aang wurde getötet, deshalb wird er von ihnen versteckt gehalten. Enttäuscht darüber, dass er in Ba Sing Se versagt hat, macht er sich frustriert und allein auf den Weg in die Feuernation. Er wird an das Ufer der sichelförmigen Insel gespült, wo ihn seine engen Freunde am nächsten Tag finden. Sie werden auf Appa die Feuernation zum Treffpunkt mit den Kriegern durchqueren. Zuko wird in der Feuernation willkommen geheißen und sein Vater Ozai zeigt sich stolz, dass sein Sohn den Avatar tötete. Zuko fragt Azula nach ihrem Motiv, wieso sie ihren Vater anlog, dass er den Avatar getötet habe. Sie deutet an, falls der Avatar sich als lebend erweist, würde der Ruhm der tötenden Person dahinschwinden. |           |                                                  |                                              |                      |                                       |                    |                                           |
| 42 | 2         | Hoch das Bein!                                   | The Headband                                 | 28. Sep. 2007        | 13. Apr. 2008                         | Joaquim Dos Santos | John O’Bryan                              |
| Team Avatar besorgt sich heimische Feuernation-Kleidung, um nicht aufzufallen. Beim Einkaufen wird Aang aufgrund seiner Kleidung für einen Schulschwänzer gehalten und in die Schule gebracht. Dort schließt er Freundschaften mit einigen Kindern. Nachdem ihm klar wird, dass das Tanzen bei ihnen verboten ist, plant er eine geheime Party in der Höhle, in der sich das Team versteckt hält. Er gibt den Kindern den Mut, frei zu tanzen, doch sie werden vom Schüler Hide verraten, der den Rektor verständigt hat. Die Schüler helfen Aang und seinen Freunden zu entkommen, indem sie die Soldaten verwirren. Zuko besucht im Geheimen seinen Onkel im Gefängnis, wird aber von Azula zur Vorsicht ermahnt. Der Prinz besucht ihn aber ein weiteres Mal, um um Rat zu bitten. Nachdem ihm Iroh die kalte Schulter zeigt, beauftragt er einen Attentäter mit einem tätowierten dritten Auge den Avatar aufzuspüren und zu töten, da er der Überzeugung ist, dass Aang überlebt hat. |           |                                                  |                                              |                      |                                       |                    |                                           |
| 43 | 3         | Die Bemalte Lady                                 | The Painted Lady                             | 5. Okt. 2007         | 14. Apr. 2008                         | Ethan Spaulding    | Joshua Hamilton                           |
| Bei ihrem Zwischenstopp im Dorf Jang Hui, das in einem Fluss liegt, sehen die Kinder wie schrecklich das Dorf wohnen muss. Seitdem die Feuernation eine Militärfabrik in der Nähe baute, ist das Wasser verdreckt und verseucht. Nachdem Appa schlecht wird, muss das Team weiterhin dort bleiben. Katara hilft dem Dorf, indem sie die Leute nachts heimlich heilt und verkleidet sich dabei als die Bemalte Lady, einer Wassergeist-Legende des Dorfes. In der dritten Nacht kommt Aang ihr auf die Schliche und hilft Katara die Fabrik zu zerstören. Am nächsten Morgen wird das Dorf von General Mung der Zerstörung bezichtigt. Mit Hilfe ihrer Freunde nimmt Katara wieder die Gestalt des Geistes an und vertreibt den General. Das Dorf erfährt von ihrem Geheimnis, dass sie eine Wasserbändigerin ist. Nach einem kurzen Dialog entschließen sich die Bewohner und das Team, den Fluss zusammen zu reinigen. In der Nacht erscheint die wahre Bemalte Lady und bedankt sich bei Katara. |           |                                                  |                                              |                      |                                       |                    |                                           |
| 44 | 4         | Sokka und sein Meister                           | Sokka’s Master                               | 12. Okt. 2007        | 15. Apr. 2008                         | Giancarlo Volpe    | Tim Hedrick                               |
| Eines Nachts fällt ein glühender Meteorit auf die Erde. Aang, Katara und Toph können das Feuer löschen. Sokka fühlt sich nutzlos, da er keine besondere Fähigkeit hat. Im nahen Dorf Shu Jing erfährt er beim Einkaufen vom Schwertmeister Piandao und entschließt sich, bei ihm in die Lehre zu gehen. Piandao nimmt ihn unter seine Fittiche und bringt ihm die Schwertkunst bei. Nach dem Kampftraining soll Sokka ein Schwert schmieden. Er holt mit seinen Freunden den Meteoriten und macht diesen zu seinem Schwert. Meister Piandao lobt seinen Schüler, aber Sokka plagen Schuldgefühle und gibt deshalb seine wahre Herkunft, den Wasserstamm, zu. Daraufhin duellieren sich Meister und Schüler. Piandao geht als Sieger hervor und gibt zu, von Sokkas Abstammung durch dessen Namen, als auch von der wahren Identität des Avatars, gewusst zu haben. Zum Abschied schenkt er ihnen einen weißen Lotus-Stein und ein Stück vom Meteoriten. Toph behält das Stück und bändigt es in verschiedene Formen. Im Gefängnis trainiert Iroh hart und unbemerkt in seiner Zelle und führt dabei den Aufseher Poon an der Nase herum. |           |                                                  |                                              |                      |                                       |                    |                                           |
| 45 | 5         | Am Strand                                        | The Beach                                    | 19. Okt. 2007        | 16. Apr. 2008                         | Joaquim Dos Santos | Katie Mattila                             |
| Azula, Zuko, Ty Lee und Mai wurden auf die Ascheninsel geschickt, um den Feuerlord und seine Berater nicht zu stören. Dort spielen sie zusammen am Strand Volleyball und werden daraufhin von Chan, dem Sohn von Admiral Chan, auf seine Party eingeladen. Den vieren gefällt es nicht sehr und sie gehen zum Strand. Dort teilen sie ihre innersten Gefühle miteinander. Ty Lee hat sechs gleichaussehende Geschwister und im Zirkus fühlte sie sich besonders. Mai unterdrückt ihre Gefühle schon immer, da der politische Beruf ihres Vaters immer zu berücksichtigen war. Zuko ist wütend auf sich selbst, da er nicht mehr weiß, was richtig und was falsch sei. Azula plagt, dass ihre Mutter sie für ein Monster hielt, obwohl sie das selbst einsieht. Sie kehren zusammen zur Party zurück und zerstören Chans Haus. Durch Aangs Unvorsichtigkeit erfährt Zukos Attentäter von seinem Standort. Das Team kann den Feuer- und Brandbändiger kurz vor der Attacke kommen sehen, abwehren und schlussendlich abhängen. |           |                                                  |                                              |                      |                                       |                    |                                           |
| 46 | 6         | Das Vermächtnis                                  | The Avatar and the Firelord                  | 26. Okt. 2007        | 17. Apr. 2008                         | Ethan Spaulding    | Elizabeth Welch Ehasz                     |
| Aang besucht Rokus Heimatinsel, wo ihm während der Sommersonnenwende Rokus Geist über sein Leben erzählen will. Zuko bekommt eine geheime Nachricht, die ihn auffordert den Tod seines Urgroßvaters zu erforschen, um sein eigenes Schicksal zu verstehen. Er geht in die Drachenknochen-Katakomben und liest das letzte Testament seines Urgroßvaters Zosin. Roku und Prinz Zosin waren beste Freunde. An seinem 16. Geburtstag erfuhr Roku von den Feuerweisen, dass er der Avatar sei. Er meisterte in den nächsten 12 Jahren Luft (zusammen mit Gyatso), Wasser, Erde und den Avatar-Zustand. Nach seiner Heirat mit Ta Min zerstritt er sich mit Feuerlord Zosin, der seine Nation vergrößern wollte. Einige Jahre später begann Zosin das Erdkönigreich zu erobern. Roku warnte ihn und gab ihm nach einer hinterhältigen Attacke eine letzte Warnung, dass er sein Leben beenden werde. 25 Jahre später begann auf Rokus Heimatinsel der Vulkan auszubrechen. Zosin eilte mit seinem Drachen Roku zur Hilfe. Durch sie konnten alle auf Booten fliehen. Roku atmete giftiges Gas ein, woraufhin Zosin ihm nicht mehr weiterhalf. Ohne ihn würde er seine Pläne verwirklichen können. Zosin flog weg, Roku und sein Drache Fang starben jedoch beim Vulkanausbruch. Nach dessen Tod machte Zosin weiter mit seinen Eroberungen, aber konnte den nächsten Avatar und letzten Luftbändiger, Aang, nicht finden. Zuko konfrontiert seinen Onkel im Gefängnis, den er hinter der Nachricht vermutet, und meint Zosins Geschichte sei bekannt und sein Tod wurde nicht erwähnt. Iroh erklärt ihm, dass Zosin der Großvater seines Vaters ist, aber Roku der Großvater seiner Mutter. Der Kampf seiner Vorfahren trage sich weiter in ihm fort, den er nun zu entscheiden hat: lebt er wie bisher weiter oder stellt er das Gleichgewicht auf der Welt wieder her. Aang lernt aus der Geschichte, dass, obwohl Roku und Zosin aus der Feuernation stammten, sie sich moralisch unterschiedlich entwickelten, und dass jeder eine zweite Chance verdiene. |           |                                                  |                                              |                      |                                       |                    |                                           |
| 47 | 7         | Gauner und Fallen                                | The Runaway                                  | 2. Nov. 2007         | 18. Apr. 2008                         | Giancarlo Volpe    | Joshua Hamilton                           |
| Die Episode beginnt in medias res mit Tophs Verhaftung, die von Katara verraten wurde. Drei Tage zuvor: Toph, Sokka und Aang beginnen in einer Stadt einen Hütchenspieler auszutricksen, um so schnell Geld zu kriegen, und setzen die Trickserei danach fort. Katara erfährt davon und ist strikt dagegen, da ihr Verhalten die Mission gefährdet. Sokka entdeckt nach einem Brieffalken-Kauf ein Fahndungsplakat mit dem nach Toph gesucht wird. Toph will das geheim halten und gibt dafür Sokka Geld, der damit Appa eine Rüstung kaufen will. Als Katara das Plakat findet, streitet sie sich mit Toph. Nach einigen einfühlsamen Worten von Sokka vertragen sich die beiden und Katara schlägt einen letzten Betrug vor. Sie will Tophs Kopfgeld einstreichen, während diese sich aus der Zelle freibändigt. Doch Toph wird in eine Holzzelle gesteckt und Katara von Zukos Attentäter gleich dazu, um Aang hervorzulocken. Aang und Sokka werden vom Attentäter attackiert. Katara bändigt ihren Schweiß und zerstört damit die Zelle. Zusammen setzen die vier den Brandbändiger außer Gefecht, indem sie sein drittes Auge mit einem Stein treffen. Danach lässt Toph Katara einen Brief für ihre Eltern mit Sokkas Falken übermitteln. |           |                                                  |                                              |                      |                                       |                    |                                           |
| 48 | 8         | Drama um Hama                                    | The Puppetmaster                             | 9. Nov. 2007         | 19. Apr. 2008                         | Joaquim Dos Santos | Tim Hedrick                               |
| Die alte Gastwirtin Hama lädt das Team Avatar zu sich ein, da in letzter Zeit Menschen bei Vollmond verschwinden. Sokka ist misstrauisch und bringt sie dazu, sich als Wasserbändigerin des Südstamms zu erkennen zu geben. Hama erzählt, wie alle Wasserbändiger von der Feuernation gefangengenommen wurden. Daraufhin wird Katara von Hama im Wasserbändigen unterrichtet, während die anderen dem mysteriösen Verschwinden nachgehen. Diese finden eine Höhle, in der die verschwundenen Menschen festgehalten werden. Währenddessen will Hama Katara das Blutbändigen beibringen: eine Körperkontrolltechnik, die sie im Gefängnis mit Hilfe des Vollmondes erlernte und so ausbrechen konnte. Aang und Sokka finden heraus, dass Hama hinter alldem steckt, Katara ebenso und weigert sich, Blut zu bändigen. Es kommt zu einem Kampf zwischen Katara und Hama. Als die Jungs dazustoßen, nutzt Hama sie aus und bändigt deren Blut. Katara sieht sich gezwungen Hama Blutzubändigen, um ihre Freunde zu beschützen. Toph und die Ex-Gefangenen treffen ein. Hama soll weggesperrt werden, diese zeigt sich aber erfreut, da sie Katara zum Blutbändigen brachte. Katara bricht in Tränen aus. |           |                                                  |                                              |                      |                                       |                    |                                           |
| 49 | 9         | Durch den Wind                                   | Nightmares and Daydreams                     | 16. Nov. 2007        | 20. Apr. 2008                         | Ethan Spaulding    | John O’Bryan                              |
| Das Team Avatar erreicht den Treffpunkt für die Invasion vier Tage früher. Aang ist jedoch überfordert mit der Aufgabe dem Feuerlord entgegenzutreten und beginnt, viel zu trainieren. Da er entweder nicht einschlafen kann oder nur Alpträume bekommt, trainiert er auch nachts. Aufgrund des Schlafmangels beginnt er, tagsüber zu halluzinieren. In der Nacht vor der Invasion schaffen es Aangs Freunde, ihm ein weiches Bett aus Koalaschaafswolle zu machen, womit er friedlich einschlafen kann. Zuko erfährt von Mai, dass eine Kriegskonferenz bevorsteht, von der er nichts wusste. Azula erklärt ihrem Bruder, dass der Prinz ohne Einladung erwartet werde und deshalb dort erscheinen soll. Zuko weigert sich zunächst, besucht aber die Konferenz als sein Vater währenddessen ausdrücklich nach ihm ruft. Danach erzählt er Mai, dass es perfekt abgelaufen ist, er sich aber nicht wie er selbst fühlte. |           |                                                  |                                              |                      |                                       |                    |                                           |
| 50 | 10        | Der Tag der Schwarzen Sonne, Teil 1              | The Day of Black Sun, Part 1: The Invasion s | 30. Nov. 2007        | 21. Apr. 2008                         | Giancarlo Volpe    | Michael Dante DiMartino                   |
| Die Krieger des Südlichen Wasserstammes erreichen den Invasionstreffpunkt und haben einige Freunde und Verbündete des Team Avatars mit dabei, darunter sind unter anderem: Haru, sein Vater Tyro, Pipsqueak, Duke, Teo, sein Vater der Mechaniker, die Sumpfbändiger, der Brocken und der große, böse Hippo. Da die Sonnenfinsternis nur acht Minuten dauert, greifen sie vorher an, um während der Finsternis bereits am Königspalast gelangt zu sein. Zusammen marschieren sie mit Hilfe von Schiffen und von Sokka und dem Mechaniker entwickelten U-Booten am Tag der Schwarzen Sonne in die Hauptstadt der Feuernation ein. Als Hakoda verletzt wird, übernimmt Sokka das Kommando. Aang fliegt bereits alleine in die Hauptstadt und in den Palast, wo jedoch alles menschenleer ist. Iroh ist im Gefängnis und rät einer netten Wache, Ming, sich den Tag freizunehmen, um am Nachmittag anwesend zu sein. Ming glaubt zu verstehen und geht. Währenddessen zieht sich Zuko um, hinterlässt einen Brief bei Mai, nimmt seine Waffen, gibt vor einem Porträt seiner Mutter kniend bekannt, heute seine falschen Entscheidungen der Vergangenheit wiedergutzumachen, und geht. |           |                                                  |                                              |                      |                                       |                    |                                           |
| 51 | 11        | Der Tag der Schwarzen Sonne, Teil 2              | The Day of Black Sun, Part 2: The Eclipse s  | 30. Nov. 2007        | 22. Apr. 2008                         | Joaquim Dos Santos | Aaron Ehasz                               |
| Aang erzählt seinen Freunden, dass die Stadt verlassen sei. Sokka vermutet, dass der Feuerlord sich in einem Bunker befinde. Zusammen mit Toph suchen sie nach einem unterirdischen Bunker, während die anderen vorrücken. Als die Finsternis beginnt, finden sie einen Bunker, wo Azula auf sie wartet und von Dai-Li-Agenten beschützt wird. Die ganze Sonnenfinsternis über kämpfen sie gegen Azula, die sie hinhält und zudem Sokka aus der Fassung bringt, als sie Suki erwähnt – die gefangen gehalten wird. Da die Zeit vorüber ist, schlägt Sokka vor, sich zurückzuziehen. Die Luftschiffe der Feuernation zerstören jedoch die Boote. Die erwachsenen Krieger bleiben zurück und die jüngsten unter ihnen (Teo, Haru, Duke) fliehen mit dem Team Avatar. Aang fliegt zum Westlichen Lufttempel, wo sie sicher sein sollen. Zuko geht während der Finsternis zu seinem Vater und verkündet, dem Avatar helfen zu wollen, den Krieg zu beenden. Ozai erzählt ihm noch, wieso seine Mutter verbannt wurde. Als die Finsternis vorbei ist, schießt er einen Blitz auf Zuko, doch dieser kann ihm umleiten und fliehen. Zuko sucht nach seinem Onkel im Gefängnis, dieser ist aber bereits geflohen. Er fliegt nun mit einem Ballon dem Avatar hinterher. |           |                                                  |                                              |                      |                                       |                    |                                           |
| 52 | 12        | Der Westliche Lufttempel                         | The Western Air Temple                       | 14. Juli 2008        | 9. Nov. 2008                          | Ethan Spaulding    | Elizabeth Welch Ehasz & Tim Hedrick       |
| Die Reisetruppe erreicht den Westlichen Lufttempel, der kopfüber unter einen Abhang gebaut wurde. Zuko offenbart sich Aang, da er dem Avatar das Feuerbändigen beibringen will. Bis auf Appa trauen ihm die anderen nicht. Aang ist sich unsicher, schickt ihn dann aber weg. Die Freunde diskutieren über Zukos Glaubhaftigkeit. Toph erkennt zuerst, dass er die Lösung ihrer Probleme ist. Als sie nachts zu Zukos Lager schleicht, greift dieser sie im Affekt an. Er verbrennt dabei ihre Fußsohlen, woraufhin sie flieht. Am nächsten Morgen taucht plötzlich der Attentäter auf und versucht den Avatar zu töten. Zuko stellt sich ihm in den Weg und stürzt fast in den Abgrund. Der Attentäter wird von Sokka mit seinem Bumerang besiegt. Aang bedankt sich bei Zuko, der wiederum verspricht, seine Kräfte vorsichtiger einzusetzen, um nie wieder jemanden aus Versehen zu verletzen. Aang, der das nachempfinden kann, da er mit Feuer Katara verletzt hat, nimmt ihn als seinen Lehrer auf. Katara ist die einzige die ihm nicht traut und ihn deshalb davor warnt, sie zu hintergehen. |           |                                                  |                                              |                      |                                       |                    |                                           |
| 53 | 13        | Sonnenkrieger und Feuerdrachen                   | The Firebending Masters                      | 15. Juli 2008        | 10. Nov. 2008                         | Giancarlo Volpe    | John O’Bryan                              |
| Zuko kann Aang nicht richtig ausbilden, da sein Bändigen schwächer ist. Er erzählt von den Sonnenkriegern, der Gruppe, die das Bändigen von den Drachen gelernt hat. Da Iroh den letzten Drachen tötete und die Sonnenkrieger ausstarben, besuchen Zuko und Aang deren Ruinen in der Hoffnung, etwas Nützliches zu finden. Dort gelangen sie in einen Raum mit posierenden Statuen, die Tanzschritte vorgeben. Als Aang und Zuko zusammen tanzen erscheint ein goldenes Ei in der Mitte des Raumes, das sich als Falle herausstellt. Daraufhin kommen Sonnenkrieger, die den beiden den Weg zu ihren Meistern Ran und Shaw im Gebirge weisen. Dort soll jeder von ihnen einen Teil der Ewigen Flamme präsentieren. Die beiden Meister entpuppen sich als Drachen. Aang und Zuko tanzen den von den Statuen erlernten Tanz im Einklang mit den Drachen. Die Drachen zeigen den beiden die Kraft des Feuers. Iroh behauptete nur, den letzten Drachen getötet zu haben, um sie zu beschützen. Der Grund warum Zukos Feuer so schwach war, war, weil er sein Ziel verloren hat (Jagd nach dem Avatar). Nun mit einem neuen Ziel (das Gleichgewicht wieder herzustellen), ist er in der Lage, die Kraft des Feuers zu nutzen und zu lehren. |           |                                                  |                                              |                      |                                       |                    |                                           |
| 54 | 14        | Der Brodelnde Fels, Teil 1                       | The Boiling Rock, Part 1 t                   | 16. Juli 2008        | 11. Nov. 2008                         | Joaquim Dos Santos | May Chan                                  |
| Sokka will seinen Vater befreien, weshalb er Zuko fragt, wo die Feuernation Kriegsgefangene hinbringt. Zuko erzählt vom Brodelnden Fels – dem sichersten Gefängnis im Innern eines brodelnden Sees. Beide planen, zusammen dort ein- und wieder auszubrechen. Im Brodelnden Fels geben sie sich als Wachen aus und erfahren, dass es keine Gefangenen aus dem Wasserstamm gibt. Doch dann entdeckt Sokka Suki und Zuko wird enttarnt. Sie beschließen wenigstens sie mitzunehmen. Der Gefangene Chit Sang erfährt vom Ausbruchsversuch und will ebenfalls fliehen. Sie wollen eine Kühlzelle nutzen, die dazu dient Feuerbändiger ruhig zu stellen, um über den brodelnden See zu fliehen. Kurz bevor sie entkommen können, erfährt Sokka, dass neue Gefangene eintreffen werden. Suki, Zuko und er schauen nach den Gefangenen, während sie Chit Sang und seinen Freunden den eigentlichen Fluchtplan überlassen, diese jedoch entdeckt werden. Der letzte Gefangene an Bord ist Hakoda, Sokkas Vater. |           |                                                  |                                              |                      |                                       |                    |                                           |
| 55 | 15        | Der Brodelnde Fels, Teil 2                       | The Boiling Rock, Part 2 t                   | 16. Juli 2008        | 12. Nov. 2008                         | Ethan Spaulding    | Joshua Hamilton                           |
| Chit Sang wird befragt, wer ihm bei der versuchten Flucht geholfen hat. Er lügt, um Zuko, Sokka und Suki zu entlasten. Mai taucht auf und macht Zuko Vorwürfe. Sokka schafft es derweil mit der Hilfe von Chit Sang, einen Gefängnisaufstand auszulösen. Dadurch kann Zuko der Befragung durch Mai entkommen. Suki kämpft sich durch die Wachen und nimmt den Aufseher – Mais Onkel mütterlicherseits – gefangen. Zusammen mit dieser Geisel, entkommen Suki, Zuko, Hakoda, Chit Sang und Sokka in einer Gondel. Dort werden sie von Ty Lee und Azula angegriffen, die ihrem Bruder auf dem Brodelnden Fels auf die Schliche kam. Der Aufseher ruft seinen Leuten zu, das Stahlseil der Gondel durchzuschneiden. Als Azula und Ty Lee das mitbekommen, entfliehen sie auf eine andere Gondel. Doch plötzlich schlägt sich Mai auf die Seite von Zuko und verhindert, so dass das Seil durchgeschnitten wird. Azula konfrontiert Mai, die gesteht, dass ihre Liebe zu Zuko größer sei als ihre Angst vor Azula. Doch kurz bevor die beiden kämpfen können, lähmt Ty Lee Azula. Ty Lee und Mai werden gefangen genommen. Suki, Zuko, Hakoda, Chit Sang und Sokka schaffen es sicher zurück zum Westlichen Lufttempel. |           |                                                  |                                              |                      |                                       |                    |                                           |
| 56 | 16        | Schatten der Vergangenheit                       | The Southern Raiders                         | 17. Juli 2008        | 13. Nov. 2008                         | Joaquim Dos Santos | Elizabeth Welch Ehasz                     |
| Azula entdeckt die Truppe beim Westlichen Lufttempel und greift mit einer Flotte an. Bei diesem Angriff rettet Zuko Katara. Doch Katara ist ihm nicht dankbar. Zuko versucht ihr Vertrauen zu gewinnen, in dem sie sich zusammen auf die Suche nach dem Mörder von Kataras Mutter machen, was Aang nicht gefällt. Sie finden den Anführer der Südlichen Räuber. Doch als Katara ihn blutbändigt, erkennt sie, dass das nicht der richtige Mann ist. Sie erfahren den Ort des ehemaligen Anführers, der nun in Rente ist. Als sie ihn konfrontieren, entscheidet Katara, dass Rache nicht der richtige Weg ist. So schafft sie es, Zuko zu verzeihen. |           |                                                  |                                              |                      |                                       |                    |                                           |
| 57 | 17        | Auf die Bühne, fertig, los                       | The Ember Island Players                     | 18. Juli 2008        | 14. Nov. 2008                         | Giancarlo Volpe    | Tim Hedrick, Josh Hamilton & John O’Bryan |
| Die Freunde verstecken sich auf der Ascheninsel im verlassenen Ferienhaus des Feuerlords. Dort finden sie ein Plakat für eine Theateraufführung der Geschichte des Avatars. Sie schauen sich das Stück an. Alle bis auf Toph sind unzufrieden mit der Besetzung ihres eigenen Charakters. Durch das Stück fragt sich Aang, ob Katara wirklich nicht mehr für ihn empfindet als für einen Bruder. Am Ende des Stückes sehen sie einen Ausblick, dass sie besiegt werden, nachdem Zosins Komet eingetroffen ist. Danach war niemand mit dem Stück zufrieden. |           |                                                  |                                              |                      |                                       |                    |                                           |
| 58 | 18        | Zosins Komet, Teil 1: Der Phönix-König           | Sozin’s Comet, Part 1: The Phoenix King u    | 19. Juli 2008        | 15. Nov. 2008                         | Ethan Spaulding    | Michael Dante DiMartino                   |
| Zuko erklärt den anderen, dass Ozai mithilfe von Zosins Kometen das ganze Erdkönigreich auslöschen will. Sie haben also nur noch drei Tage, bis es keine Welt mehr gibt, die gerettet werden kann. Als Vorbereitung auf das Aufeinandertreffen bringt Zuko Aang das Umleiten eines Blitzes bei. Aang ist sich unsicher, ob er den Feuerlord töten soll. Aang hört in der Nacht seltsame Geräusche und verschwindet auf eine geheimnisvolle Insel. Seine Freunde suchen ihn am nächsten Morgen, können ihn aber nicht finden. Um ihn zu finden, suchen sie die bekannte Kopfgeldjägerin June auf. Währenddessen kündigt Ozai an, dass er Azula zum Feuerlord krönen lassen und sich selbst zum Phönix-König ernennen will. |           |                                                  |                                              |                      |                                       |                    |                                           |
| 59 | 19        | Zosins Komet, Teil 2: Die alten Meister          | Sozin’s Comet, Part 2: The Old Masters u     | 19. Juli 2008        | 16. Nov. 2008                         | Giancarlo Volpe    | Aaron Ehasz                               |
| June sagt dem Team, dass Aang laut ihrem Shirshu nicht aufspürbar sei und deshalb nicht existiere. Daraufhin suchen sie Iroh. Sie stoßen bei der Außenmauer von Ba Sing Se auf den Orden des Weißen Lotus, zu dem unter anderem Meister Pakku, Jeong Jeong, König Bumi – der Omashu im Alleingang zurückeroberte –, Meister Piandao und Iroh gehören. Zuko redet mit Iroh, der ihm sagt, dass Zuko Feuerlord werden und dazu Azula besiegen müsse; mit Kataras Unterstützung. Sokka, Suki und Toph machen sich auf den Weg zur Luftschiffflotte der Feuernation, die sich Nahe der Erdkönigreichsküste aufhält. Iroh geht mit dem Orden, um Ba Sing Se von der Feuernation zurückzuerobern. Währenddessen spricht Aang auf der geheimnisvollen Insel mit seinen früheren Reinkarnationen. Ihre Worte interpretiert er so, dass es keinen Ausweg als den Tod von Ozai gibt. Danach findet er heraus, dass diese sich bewegende Insel eine riesige Löwenschildkröte ist. Aang fragt die Löwenschildkröte nach einem Rat. Diese berät ihn und berührt ihn an zwei Stellen des Körpers, wodurch diese aufleuchten. Aang setzt sich ans Ufer des Erdkönigreiches und wartet auf Ozai, während der Komet am Himmel erscheint. |           |                                                  |                                              |                      |                                       |                    |                                           |
| 60 | 20        | Zosins Komet, Teil 3: Von Angesicht zu Angesicht | Sozin’s Comet, Part 3: Into the Inferno u    | 19. Juli 2008        | 17. Nov. 2008                         | Joaquim Dos Santos | Michael Dante DiMartino & Bryan Konietzko |
| Azula bereitet sich darauf vor, Feuerlord zu werden, und verbannt alle Angestellten, da sie paranoid geworden überall Verräter wittert. Toph, Suki und Sokka erobern ein Luftschiff und versuchen damit, Ozai einzuholen. Der Orden des Weißen Lotus greift die Feuernation in Ba Sing Se an, um die Stadt zu befreien. Als Ozai beginnt, die Macht des Kometen zu nutzen und das Land zu verbrennen, stellt sich Aang dem König zu einem alles entscheidenden Kampf. Aang bittet ihn, den Krieg zu beenden. Doch Ozai sieht sich im Recht. Sokka überlässt diesen Kampf dem Avatar und versucht daraufhin, die Luftschiffflotte von ihrer zerstörerischen Mission abzubringen. Dabei wird aber ihr Luftschiff zerstört und Suki wird von ihnen getrennt. Bevor Azula zum Feuerlord gekrönt wird, erscheinen Katara und Zuko auf Appa. Zuko fordert den Thron, woraufhin sie ein Agni Kai beginnen. Azula zielt plötzlich mit einem Blitz auf Katara, doch Zuko schmeißt sich dazwischen, kann ihn gerade noch umleiten, wird aber gelähmt. Die Folge endet damit, dass sich Aang nach einem langen Kampf in einer Kugel einschließt und Ozai diese mit Feuer angreift. |           |                                                  |                                              |                      |                                       |                    |                                           |
| 61 | 21        | Zosins Komet, Teil 4: Avatar Aang                | Sozin’s Comet, Part 4: Avatar Aang u         | 19. Juli 2008        | 18. Nov. 2008                         | Joaquim Dos Santos | Michael Dante DiMartino & Bryan Konietzko |
| Toph bändigt das Ruder eines Luftschiffs, wodurch die Luftschiffe ineinander fliegen. Sokka und sie werden von Feuerbändigern in die Enge getrieben als ein anderes Luftschiff mit Suki am Ruder erscheint. Der Orden gelangt bis ins Zentrum von Ba Sing Se und befreit dieses. Ozai zwingt Aang durch seine Druckwelle aus der steinernen Kugel. Dabei wird ein Felsen auf Aangs Wunde gedrückt, wodurch sein Chakra nicht mehr blockiert ist. Er erscheint augenblicklich im Avatar-Zustand. Katara kämpft nun gegen Azula und schafft es, sie zu fesseln. Danach heilt sie Zuko. Ozai ist im Kampf gegen den Avatar hoffnungslos unterlegen. Doch kurz bevor Aang ihn tötet, lässt er in seinem Zorn nach und berührt ihn an denselben Stellen, an denen er von der Löwenschildkröte berührt wurde. Er bändigt die Energie in Ozai und nimmt ihm so die Fähigkeit zu Bändigen. Danach löscht Aang das Feuer im Land. Der Komet zieht davon und der Krieg ist beendet. Zuko trifft Mai und sie werden wieder ein Paar. Alle Freunde aus aller Welt treffen ein zur großen Zeremonie in der Zuko zum neuen Feuerlord gekrönt wird. Ty Lee ist auch anwesend und ist nun Teil der Kyoshi-Kriegerinnen. Zuko verkündet, mit Hilfe des Avatars ein neues Zeitalter der Liebe und des Friedens zu beginnen, und wird gekrönt. Danach besucht Zuko seinen Vater im Gefängnis und fragt, wo seine Mutter sei. Zum Abschluss sind alle Freunde im Teeladen von Iroh in Ba Sing Se versammelt. Vor dem Laden spielt Aang mit Momo als Katara sich zu ihm gesellt und sie sich küssen. |           |                                                  |                                              |                      |                                       |                    |                                           |

## Kurzfilme
Zur Serie wurden drei Kurzfilme im Super-Deformed-Stil produziert, die in den Vereinigten Staaten auf der Bonus-Disc des DVD-Box-Sets von Buch zwei enthalten war. Lediglich School Time Shipping wurde schon Monate zuvor als Teil der Online-Kampagne zum Spiel bzw. animierten Comic Flucht aus der Geisterwelt (Escape from the Spirit World) auf Nick.com vorab veröffentlicht, zudem eine Woche früher als geplant entdeckt. Die Kurzfilme sind hierzulande am 12. November 2009 auf den Discs zwei, drei und vier des DVD-Box-Sets von Buch drei auf Deutsch erschienen, und darauffolgend auch auf den Einzelvolumes, die nachträglich erschienen sind. Jedoch sind im Menü keine deutschen Titeln angegeben.
| Nr. | Titel                   | Erstveröffentlichung USA | Deutschsprachige Erstveröffentlichung (D) | Regie         | Drehbuch                |
| --- | ----------------------- | ------------------------ | ----------------------------------------- | ------------- | ----------------------- |
| 1   | School Time Shipping    | 17. Feb. 2007            | 12. Nov. 2009                             | Seung Hyun Oh | Michael Dante DiMartino |
| 2   | Bending Battle          | 11. Sep. 2007            | 12. Nov. 2009                             | Seung Hyun Oh | Joshua Hamilton         |
| 3   | Swamp Skiin’ Throw Down | 11. Sep. 2007            | 12. Nov. 2009                             | Seung Hyun Oh | Bryan Konietzko         |